# 코토부키 츠무기

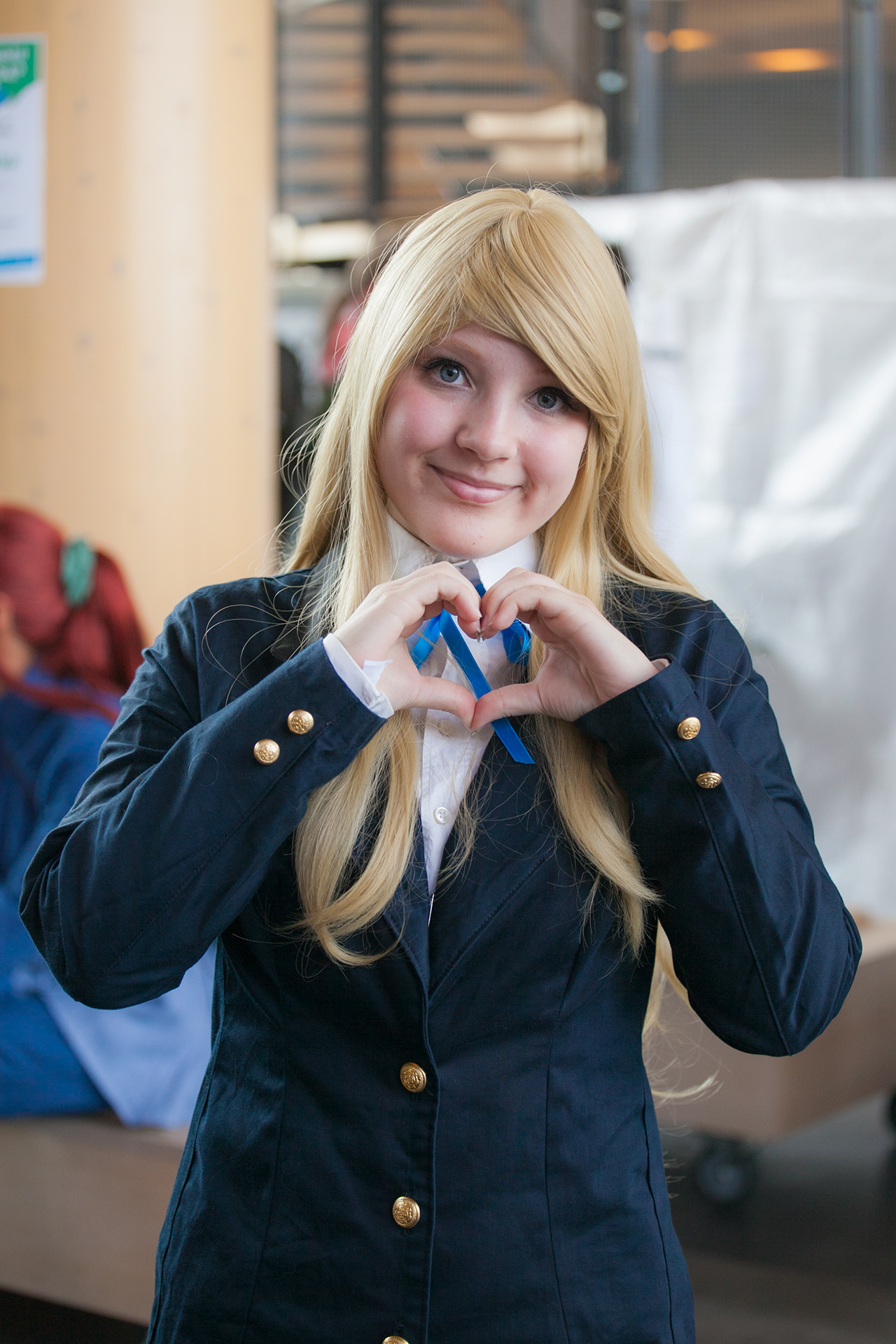
코스프레 모습

코토부키 츠무기(琴吹 紬 고토부키 쓰무기[*])는 《케이온!》의 등장인물이다. 작품 내에서 친구에 의해 무기쨩(ムギちゃん)이라는 애칭으로 불리기도 하며,부드럽고 상냥한 성격을 가진 부유한 소녀이다.

## 음악적 감성·재능, ‘방과 후 티타임’ 관련
원래는 합창부에 들어갈 생각이었지만, 미오와 리츠의 권유로 경음악부에 입부하였다.
4세 무렵부터 피아노를 배워왔으며 콩쿠르에서의 수상 이력도 있어서, 키보드를 연주하는 능력은 확실하다. 또한 애니메이션 오리지널 곡에는 설정 상의 작곡가로 코토부키 츠무기가 기입되어있다.
경음악부를 '티타임'에 빠져들게 한 원인적 인물로, 부실에 티 세트나 과자를 가져와서 멤버들이나 손님에게 대접한다. 이러한 티 세트와 과자는 모두 고가의 물품으로, 실제 현실에 존재하는 물품들을 그대로 묘사한 경우가 많다.

## 가족 구성·성격
- 코토부키 가에서 경영하는 대기업 사장의 딸로서, 다만이 기타를 구입한 악기 전문점 '10GIA'나 경음악부 멤버들이 하룻동안 아르바이트를 했던 찻집은 이 기업에 속하고 있다. 집에는 집사가 있으며 전국 각지에 별장을 소유하고 있다.
- 기본적으로 너그럽고 상냥하다. 온화한 성격때문에 집안(코토부키 가)의 영향으로 아가씨라는 느낌의 말이 많아 다른 멤버에게도 경어를 쓰곤 하지만 시간이 지날수록 그 빈도가 줄어든다. 유이나 리츠처럼 자신의 의지를 공개적으로 내세우지는 않지만 표현이 없는 것은 아니다. 주로 다른 멤버들보다 한 걸음 뒤의 위치에서 그들을 지켜보지만, 자신 또한 참여하여 즐길 수 있는 위치이기도 하다.
- 한편으로는 자신이 즐겁다고 생각하는 것을 우선하는 말괄량이같은 면도 보이며, 사와코가 준비하는 코스프레 의상을 거리낌없이 입는 유일한 멤버다. 원작에서는 코토부키 가의 사람에게 화를 내는 장면을 묘사하며 강한 느낌 또한 주고 있다.
- 자신의 집안을 자랑하는 성격은 아니지만, 성장과정의 차이에서 오는 가치관의 차이가 다른 부원들을 종종 놀라게 한다. 애니메이션에서는 '평범함'에 대한 동경을 가지고 있는 것이 강조되어 있어서, 패스트푸드점에서 아르바이트를 하거나 수학여행에서의 베개 싸움, 수업 중에 복도에 벌서기 등을 특히 기뻐하는 것으로 그려져있다. 심지어, 리츠에게 자신을 때려 달라고 부탁한 적도 있다.
- 성적은 미오와 비슷한 정도로 우수해서, 미오가 없을 때는 리츠가 츠무기에게 가르침을 받기도 한다.

## 교우 관계
애칭은 무기짱(ムギちゃん). 한 학년 아래의 아즈사도 '무기 선배'로 부르고 있기 때문에 '츠무기'라는 이름 모두가 불리는 경우는 적다.
친구와 만나는 것을 무엇보다도 우선하고 있어서, 2학년 때의 연말에 가족과 뉴질랜드 여행을 떠날 예정이었음에도 불구하고 일본에 남아서 유이의 집에서 열리는 연말 파티에 참가하였으며, 마을에서 리츠를 우연히 만나자 그 날의 예정을 모두 취소하고 리츠와 놀러가는 모습을 보여주었다.
고문 교사인 사와코를 동경하는 면과 함께 그녀를 다루는 법 또한 알고 있어서 과자나 차로 사와코를 다루기도 한다. 원작 제 3권에서는 서서히 사와코의 영향을 받고 있다는 묘사도 있다.

## 일상적인 체질·기호
- 키는 157 cm, 몸무게는 53kg이다.
- 완력이 강해서 유이가 힘들어하는 무거운 앰프나 드럼 세트도 가볍게 옮긴다. 실제로 츠무기의 악기인 KORG Triton Extreme 76Keys는 그 무게가 10KG을 가볍게 넘는 무거운 키보드이지만 이동할 때는 언제나 키보드를 케이스에 넣어 들고다닌다.
- 먹는 양이 많은 편으로, 살이 찌는 것을 걱정한다.
- 반원의 굵은 눈썹이 외모상의 특징 중 하나로, 원작 코믹스 발행본의 뒷부분에 게재되고 있는 보너스 만화에서는 이 눈썹이 실은 단무지라는 설정 상의 개그가 있기도 하며, 애니메이션에서도 이 설정이 쓰였다. 이러한 설정을 바탕으로 한 상품으로 실제로 단무지 절임이 판매되기도 하였다.
- 백합 속성이 있다는 설정이어서, 유이와 아즈사의 스킨십이나 리츠의 못된 장난에 대해서 미오가 제재하는 것 등을 기분 좋게 바라보고 있는다.

## 같이 보기
- 케이온!
- 히라사와 유이
- 아키야마 미오